# Sniper: Ghost Warrior 3
Sniper: Ghost Warrior 3 — тактический шутер от первого лица с открытым миром, разработанный и изданный польской компанией CI Games. Это третья часть серии игр Sniper: Ghost Warrior и первая игра из серии, отнесенная к классу ААА. Игра вышла на платформах Windows, PlayStation 4 и Xbox One 25 апреля 2017 года.

## Сюжет
Действие игры разворачивается в наши дни, и основывается на серии локальных конфликтов между тремя враждебными фракциями. Несколько крупных государств умело разжигают военные конфликты, впоследствии перерастающие в настоящую гражданскую войну в Грузии. Конфликт развивается и грозит перерасти в, без малого, очередную холодную войну между крупнейшими мировыми державами, а возможно — перейти к третьей мировой войне. Чтобы не допустить подобного развития событий, игрок должен сделать все возможное в роли отставного американского военного. Снайпер Корпуса морской пехоты США в отставке, Джонатан Норт, пробирается в Грузию, чтобы найти и ликвидировать человека, с которым связаны не самые приятные воспоминания. Прошлое постоянно напоминает о себе, и немалую часть в нём занимает тот, кто сейчас принимает непосредственное участие в грузинских событиях — а когда-то был частью того периода жизни Джонатана, о котором он старается не вспоминать.

## Геймплей
Sniper: Ghost Warrior 3 — это современный тактический шутер от первого лица, очень похожий на своих предшественников в данной серии. Однако в отличие от них, третья часть ушла от коридорности и линейности первых двух — впервые в данной серии игра получила открытый мир, который можно свободно изучать. Геймплей игры весьма разнообразен и состоит из различных основных и побочных миссий (последние представлены в игре как «военные преступления»).
Они могут быть взяты игроком на выполнение, если он не выполняет свою текущую главную миссию. По данным CI Games, игра предназначена как для новичков данного жанра и франшизы, так и для более хардкорных игроков.
Игры основаны на трех различных принципах: исследование, ликвидация и выживание. Игроки могут производить разные действия, чтобы завершить миссию и ликвидировать врагов, поскольку карты теперь более крупные и более открытые. Например, игроки могут использовать стелс и ближний бой, чтобы убивать врагов незаметно, или проходить игру в run’n gun стиле, используя автоматическое оружие. Возможно прохождение в роли полноценного снайпера с использованием различных гаджетов и снайперской винтовки для устранения врагов с дальней дистанции.
Цели игры не будут отображаться на мини-карте, предоставленной игроку. Необходимо самостоятельно находить эти цели, выполняя миссии по сбору разведданных. Игроки могут также использовать небольшой беспилотный самолет (дрон), который является одним из новейших дополнений к серии. Им можно управлять, используя его для сканирования и обследования окружающей среды, а также для обнаружения врагов. Дрон можно также использовать, чтобы лишать врагов электронного оборудования или вооружения, а также чтобы создавать отвлекающие факторы. Однако, если враги заметят дрон, то поднимут тревогу.
Снайперская стрельба является ключевой составляющей геймплея данной игры, а потому её механика была значительно переработана. На точность дальних выстрелов оказывают влияние различные факторы, такие, как калибровка винтовки, область, погода, скорость ветра, расстояние до цели, сила тяжести, а также дыхание главного героя.
Как результат, игроки должны планировать свои действия, адаптироваться и реагировать на игровое окружение, чтобы произвести успешный выстрел и выполнить задание .
Изменения затронули и передвижения персонажа в Ghost Warrior 3. Игроки могут выполнять так называемую «экстремальную навигацию» — различные движения, такие, как фриранинг, паркур, подъёмы на уступы и скалолазание. Игроки могут активировать режим разведчика, способность протагониста игры, для выделения интересных мест и местонахождения взрывчатых веществ, таких, как мины или растяжки. Игроки могут также использовать эту способность, чтобы найти новые снайперские точки во время миссий.
Игра фокусируется на реализме: в режиме открытого мира есть динамическая система погоды и смена дня и ночи. Игроки могут использовать эти ситуации для получения тактического преимущества.
Кроме того, игроки могут путешествовать в «убежище», где они смогут собирать припасы и ресурсы, такие, как аптечки и патроны для оружия. Эти безопасные приюты также действуют как точки быстрого перемещения игроков для удобной навигации в мире. Кроме того, игроки могут покупать и модифицировать своё оружие и пули. Эти модификации улучшают оружие и его характеристики. Когда игрок не занят прохождением миссий в сюжетной кампании, он может взаимодействовать с нейтральным фракциями, которые могут помочь игрокам в прохождении миссий.

## Разработка
Игра разработана всё той же компанией CI Games, разработавшей и игры-предшественницы. Поскольку предыдущие части серии не имели критического успеха, но являются наиболее популярными в портфолио разработчиков с числом проданных копий свыше 5.5 миллионов, компания вложила значительное количество усилий в третью часть.
Грядущая игра обещает быть «лучшим снайперским опытом для ПК и Next-Gen консолей», первые геймплейные кадры показали во время Е3 2015, а первый геймплей был загружен CI Games на YouTube канал 22 июля 2015.
Игровой бюджет и масштаб значительно расширен по сравнению с играми-предшественницами. Sniper: Ghost Warrior 3 является первой ААА игрой в серии.
Креативный директор — Павел Б. Робинсон, ветеран военной службы, также имеющий 20-летнюю карьеру в разработке видеоигр.
Ведущий повествование дизайнер — Джесс Либов, работавший над такими франшизами, как League of Legends, Guild Wars и Far Cry.
По данным CI Games, Sniper: Ghost Warrior 2 послужил основой для разработки игры.
3 августа в цифровом магазине Steam стало возможно оформить предзаказ на данную игру.

## Приём
| Сводный рейтинг | Сводный рейтинг | Сводный рейтинг |
| Издание         | Оценка          | Оценка          |
| Издание         | PC              | PS4             |
| --------------- | --------------- | --------------- |
| GameRankings    | 60,10 %         | 53,12 %         |

Летом 2018 года, благодаря уязвимости в защите Steam Web API, стало известно, что точное количество пользователей сервиса Steam, которые играли в игру хотя бы один раз, составляет 228 348 человек.